# Королевы
Королевы — деревня в Оричевском районе Кировской области в составе Шалеговского сельского поселения.

## География
Расположена на расстоянии примерно 9 км по прямой на юго-запад от райцентра поселка Оричи.

## История
Известен с 1678 года как починок Федки Максакова с 4 дворами, в 1765 году 60 жителей. В 1873 году здесь (починок Федора Мотанова или Королевы) дворов 17 и жителей 127, в 1905  30 и 197, в 1926 (деревня Королевы или Федора Мотанова) 24 и 103, в 1989 году оставалось 5 жителей. Настоящее название утвердилось с 1939 года. 

## Население
Постоянное население  составляло 3 человека (русские 100%) в 2002 году, 2 в 2010.